# Urbania (film)
Urbania è un film del 2000 diretto da Jon Shear e sceneggiato da Daniel Reitz e Jon Shear. Il film si basa sull'opera teatrale "Urban Folk Tales" di Daniel Reitz.
Il film è stato presentato in anteprima al Sundance Film Festival il 24 gennaio del 2000 prima di essere distribuito nelle sale cinematografiche statunitensi dal 25 settembre 2000.

## Trama
Il film incomincia con Charlie in una notte insonne. Dopo un infruttuoso attacco di masturbazione al suono dei suoi vicini al piano di sopra che fanno sesso, si aggira per le strade alla ricerca di un uomo che ha visto diversi mesi prima. L'implicazione è che ha avuto un incontro di una notte con l'uomo, tradendo il suo fidanzato Chris. Ciò è rafforzato da diverse telefonate che Charlie pone, lasciando messaggi sulla segreteria telefonica di Chris. Mentre cammina, ha lampi momentanei simili a allucinazioni o sogni a occhi aperti: la bocca di un uomo; una bottiglia che si rompe; un uomo con una maglietta macchiata di sangue.
Dopo una serie di incontri trova l'uomo che sta cercando. Il suo nome è Dean ed è sfacciatamente razzista, sessista e omofobo. Ciononostante, Charlie, fingendo di essere eterosessuale, compra delle sigarette a Dean e le fuma insieme a lui. Dean porta Charlie in una zona dove c'è una crociera gay per cercare delle vittime, ma Charlie è in grado di mettere in guardia il bersaglio previsto.
Dean è ora stordito dall'alcol e dalle droghe e Charlie lo porta nella sua macchina e lo guida in una zona paludosa isolata.
Come era stato insinuato dai flashback di Charlie, Dean e due dei suoi amici, diversi mesi prima, avevano attaccato Charlie e l'avevano violentato mentre avevano ucciso Chris in un evidente crimine di odio. Lo scopo di Charlie è finalmente svelato: vuole vendetta.
In una conversazione onirica con Chris, Charlie racconta cosa è accaduto nelle paludi. Ha minacciato Dean con un coltello raccontandogli perché era lì. Dean, però, non si ricordava di lui. Charlie costrinse Dean ad abbassarsi i pantaloni e fu disgustato nel vedere che Dean aveva un'erezione. Charlie costrinse Dean a inginocchiarsi. All'improvviso, Dean crollò a causa di un attacco epilettico. Charlie, alla fine, gli ha tagliato la gola.
Chris sfida Charlie, non credendo che abbia ucciso Dean. Charlie ammette che voleva ma non poteva. Invece, è andato via con la macchina di Dean, abbandonandolo nella palude.
Charlie si alza da dove è stato inginocchiato, in un memoriale improvvisato vicino a dove Chris è stato ucciso. Camminando verso casa ha un altro lampo allucinatorio. Si vede per strada, cullando un morente Chris. Lui bacia Chris per l'addio e va viai. Quando torna indietro, Chris non c'è più. Charlie torna a casa e, finalmente, riesce a dormire.

## Produzione
Il film ha potuto vantare un budget di 225.000 dollari americani.

## Accoglienza

### Distribuzione
Il film ha incassato complessivamente 1.032.075 dollari americani.

### Critica
Urbania ha un punteggio di approvazione del 72% su Rotten Tomatoes, basato su 29 recensioni di critici professionisti.
Matacritic dà al film un voto medio di 73/100 su una base di 24 voti critici.
Urbania è stato menzionato tra i migliori film dell'anno in oltre 35 pubblicazioni tra cui il Los Angeles Times, Time Out, il Chicago Tribune e il San Francisco Chronicle.

## Riconoscimenti

### Vinti
- L.A. Outfest Grand Jury Award, eccezionale performance narrativa americana - 2000
- Philadelphia International Gay & Lesbian Film Festival nella categoria premio della giuria, migliore performance - 2000
- Provincetown International Film Festival Audience Award migliore performance - 2000
- San Francisco International Lesbian & Gay Film Festival migliore prima performance - 2000
- Seattle International Film Festival Golden Space Needle Award, miglior attore, Dan Futterman - 2000

### Candidature
- Sundance Film Festival nella categoria gran premio della giuria sezione drammatica- 2000
- GLAAD Media Awards nella categoria miglior film della piccola distribuzione - 2001